# Каллітея
Каллітея (грец. Καλλιθέα — «прекрасний вид») — місто в Греції, восьмий за населенням муніципалітет країни та четвертий в межах Великих Афін.

## Населення
| Рік  | Населення |
| ---- | --------- |
| 1981 | 117 319   |
| 1991 | 114 233   |
| 2001 | 109 609   |

## Туристичні атракції
- Каллітейський монумент
- Монумент братерства понтійських греків «Аргонавт-Комнін»
- Олімпійський комплекс прибережної зони Фаліра
- Стадіон «Грегоріс Ламбракіс»
- Університет «Пантеон»

## Персоналії
- Стаматіс Краунакіс — грецький композитор.